# نیروگاه تلمبه ذخیره‌ای هایمی فنگ
نیروگاه تلمبه ذخیره‌ای هایمی فنگ (به لاتین: Heimifeng Pumped Storage Power Station) یک نیروگاه ذخیره تلمبه‌ای در چین است که در چانگشا واقع شده‌است.